# Општина Форотик (Караш-Северин)
Форотик (рум. Forotic) општина је у Румунији у округу Караш-Северин.
Oпштина се налази на надморској висини од 135 m.